# Marc Caro
Marc Caro (Nantes, 2 aprile 1956) è un regista, sceneggiatore e disegnatore francese.

## Biografia
È noto soprattutto per la sua collaborazione con Jean-Pierre Jeunet nella regia e nella sceneggiatura dei film Delicatessen e La città perduta. Inoltre ha diretto singolarmente e scritto insieme a Pierre Bordage il film di fantascienza Dante 01, uscito nel 2008.

## Filmografia

### Regista e sceneggiatore

#### Lungometraggi
- Delicatessen (1991) (co-diretto con Jean-Pierre Jeunet)
- La città perduta (La cité des enfants perdus) (1995) (co-diretto con Jean-Pierre Jeunet)
- Dante 01 (2008)

#### Cortometraggi
- L'évasion (1978) (co-diretto con Jean-Pierre Jeunet)
- Le Manège (1980) (co-diretto con Jean-Pierre Jeunet)
- Le bunker de la dernière rafale (1981) (co-diretto con Jean-Pierre Jeunet)
- KO Kid (1994)